# JTBC
JTBC (кореј. 제이티비씨; Jeitibissi) је јужнокорејска кабловска телевизијска мрежа. Његов примарни акционар је JoongAng Ilbo са 25% удела. Основана је 1. децембра 2011. године. Његов програм се састоји од телевизијских серија, вести и разноврсних емисија.